# 大川普済
大川普済（だいせん ふさい）は、南宋後期に活動した臨済宗大慧派の禅伯である。大慧下4世。

## 生涯
淳熙6年（1179年）、明州奉化県で生誕した。俗姓は張氏。慶元3年（1197年）、19歳の時に香林院文憲の許で出家する。瑞巌寺の荷屋常に参禅した後、天童寺の浙翁如琰の法を嗣いだ。嘉定10年（1217年）、慶元府妙勝院の住持となり、報国寺、観音院、大中寺次いで嘉興府光孝寺、紹興府十方寺、臨安府浄慈寺ならびに霊隠寺に歴住。五灯会元の撰したという。
宝祐元年正月18日（1253年2月17日）示寂。語録として大川和尚語録があり、野翁烟同ら4人の法嗣がいた。